# Tiso incisus
Tiso incisus Tanasevič, 2011 è un ragno appartenente alla famiglia Linyphiidae.

## Etimologia
Il nome proprio della specie deriva dal participio latino incisus, cioè inciso, intagliato, impresso e si riferisce alle intaccature presenti sulla "falce" dell'embolus

## Caratteristiche
L'esemplare maschile ha lunghezza totale 1,40 mm; il cefalotorace è lungo 0,75 mm x 0,58 mm.

## Distribuzione
La specie è stata rinvenuta in India e in Pakistan: l'olotipo maschile è stato reperito 10 Km ad ovest di Shimla, cittadina della provincia indiana dell'Himachal Pradesh

## Tassonomia
Al 2013 non sono note sottospecie e dal 2011 non sono stati esaminati nuovi esemplari.